# Mary Mulhare
Mary Mulhare (* 14. Februar 1993) ist eine irische Leichtathletin, die sich auf den Langstreckenlauf spezialisiert hat und besonders im Crosslauf erfolgreich ist.

## Sportliche Laufbahn
Erste Erfahrungen bei internationalen Meisterschaften sammelte Mary Mulhare bei den Crosslauf-Europameisterschaften 2009, bei denen sie nach 15:47 min auf den 58. Platz im U20-Rennen gelangte. Zwei Jahre darauf wurde sie bei den Crosslauf-Europameisterschaften 2011 in Velenje nach 14:50 min 70. im U20-Rennen und bei den Crosslauf-Europameisterschaften 2012 in Szentendre lief sie nach 14:52 min auf Rang 40 im U20-Rennen ein. Bei den Crosslauf-Europameisterschaften 2014 in Samokow gelangte sie nach 25:50 min auf Rang 55 im U23-Rennen und bei den Crosslauf-Europameisterschaften 2019 in Lissabon wurde sie nach 29:44 min 35. im Einzelrennen. 2022 gelangte sie bei den Crosslauf-Europameisterschaften in Turin mit 28:32 min auf Rang 27 im Einzelrennen und gewann in der Teamwertung die Bronzemedaille hinter den Teams aus Deutschland und dem Vereinigten Königreich. Bei den Crosslauf-Europameisterschaften 2023 in Brüssel wurde sie nach 37:10 min 39. im Einzelrennen.

## Persönliche Bestleistungen
- 3000 Meter: 9:36,39 min, 12. Juni 2021 in Dublin
- 5000 Meter: 16:29,03 min, 23. Juni 2018 in Loughborough